# Raoul Ponchon
Raoul Ponchon, né le 30 décembre 1848 à Napoléon-Vendée et mort le 3 décembre 1937 à Paris 5e, est un écrivain et chroniqueur de presse français.

## Biographie

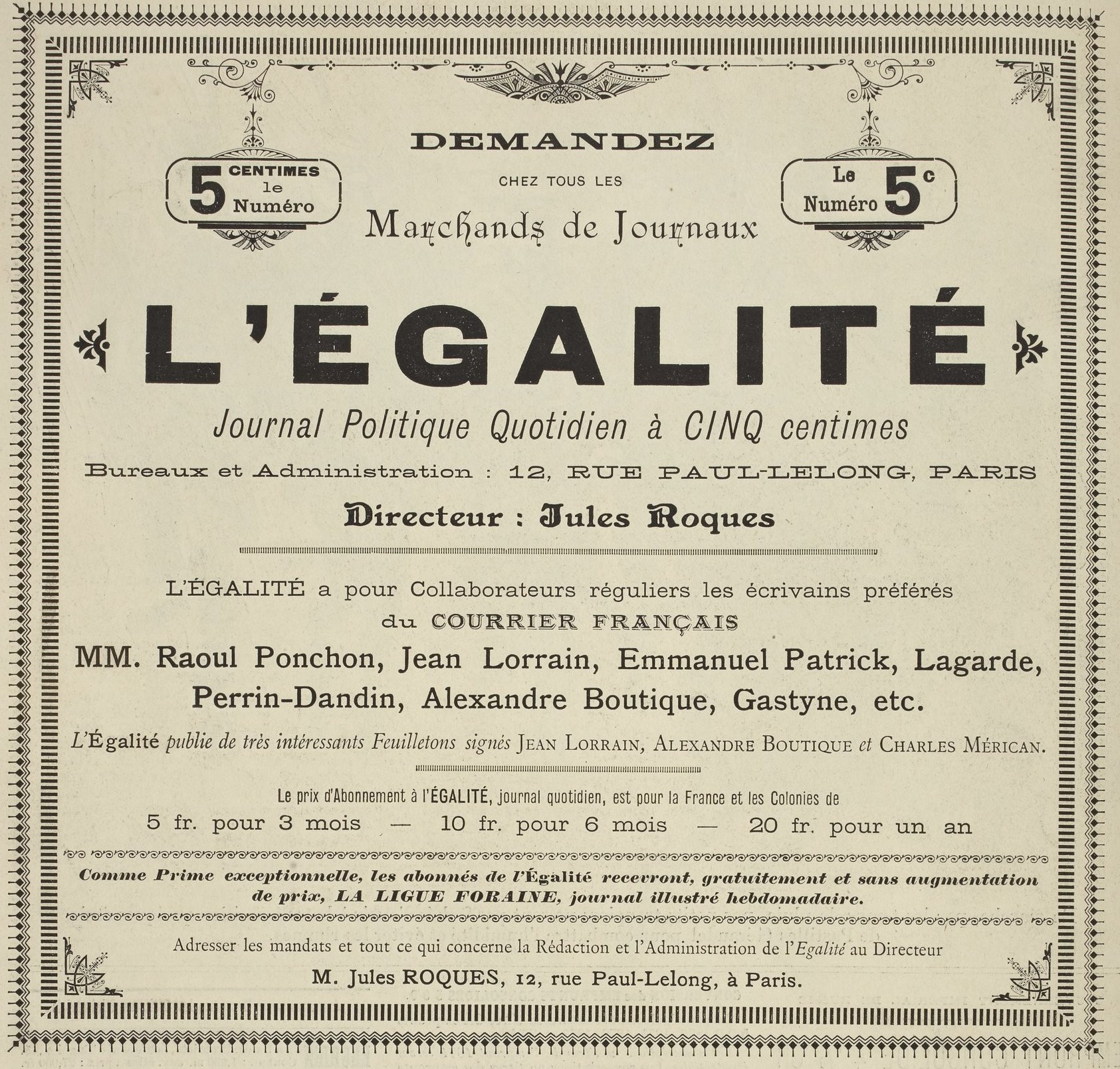
publicité pour l'Égalité

Raoul est le fils de Jean-Jacques Ponchon, capitaine trésorier au 46e régiment d’infanterie de ligne, et de Marie Henriette Birck.
Il suit les différentes garnisons de son père. En 1855 naît à Cahors sa sœur Berthe. Ensuite, la famille se déplace à Bourg où Raoul est interne au lycée, son père étant envoyé en Algérie ; puis celui-ci part à Angoulême (classe de 4e pour Raoul), Poitiers (baccalauréat), et enfin Paris d’où le futur poète ne bougera quasiment plus, passant simplement, pour cause de démolition, de l'hôtel du Périgord, place de la Sorbonne, à l’hôtel de Flandres, 16, rue Cujas, où il résidera jusqu’à sa mort et où, devenu aujourd’hui hôtel des 3 Collèges, une plaque rappelle son passage.
Il devient employé de banque, ou plutôt de banques et d'assurances : il change régulièrement d’employeur. Il subit la guerre de 1870 comme garde mobile à Paris, perd son père en 1871 et, la paix venue, jugeant qu’il n’est pas fait pour la finance, il s’établit dans la bohème comme peintre.
À ce titre, le premier texte qu’on connaisse de lui est la préface du catalogue du salon de peintures « Poil et Plume », où il exposait. C’était une bohème organisée et régulière : il allait tous les jours de la semaine prendre son petit déjeuner au café de Cluny, où il retournait l’après-midi s’attabler devant un verre d’absinthe, après avoir pris son seul repas quotidien dans un bouillon bon marché de la rue Racine.
Il fréquente les ateliers et salons de peinture et les cénacles littéraires : on le voit chez Nina de Villard de Callias (1843-1882), femme de lettres, poète et musicienne, maîtresse de Charles Cros, et qui reçoit outre ce dernier dans le salon intellectuel le plus coté de l’époque Catulle Mendès, Henri Rochefort, Jean Richepin, Villiers de l'Isle-Adam, François Coppée, Paul Verlaine, Stéphane Mallarmé, Maurice Rollinat, José-Maria de Heredia, Émile Zola, Alphonse Daudet, Édouard Manet, Edgar Degas, Léon Gambetta et l’astronome Camille Flammarion. Jean Richepin, Maurice Bouchor et lui deviendront inséparables : ils fondent ensemble le groupe des Vivants.
Ponchon passera de nombreuses vacances dans la maison de Richepin en Bretagne, ce dernier écrira plusieurs textes sur Ponchon, dont un dans La Chanson des gueux, et la dédicace de La Muse au cabaret sera : « À mes très chers amis Jean Richepin et Maurice Bouchor en témoignage de ma profonde affection je dédie ces rimes familières. » Il considérait les Richepin comme sa seconde famille, et repose à côté de son ami Jean au cimetière de Pléneuf-Val-André,, où il les rejoignait souvent pour des vacances bretonnes.
Il publie son premier texte, Chanson vineuse, dans La République des Lettres, le 3 décembre 1876, et dix ans plus tard, il est embauché par Jules Roques, directeur du Courrier français, « illustré paraissant tous les samedis : littérature, beaux-arts, théâtre, médecine, finance », pour y tenir une chronique en vers hebdomadaire, et c’est le début des gazettes rimées, qu’il étendra à d’autres publications : La Presse, « journal républicain, national, politique et littéraire » (en fait boulangiste) chaque lundi de juin 1888 à mai 1890, puis Le Journal à partir de 1897. Il abandonnera Le Courrier au départ de Jules Roques, par fidélité à celui-ci, en 1908.
Il sera, lui qui était insensible aux honneurs, membre de l’académie Goncourt à partir de 1924 (sans doute proposé par ses amis pour qu’il puisse vivre de la pension associée, alors qu’il ne publiait plus de gazettes). Il y tiendra jusqu’en 1937 le « couvert » no 7, qu’il hérite d'Émile Bergerat. Ayant été fait chevalier de la Légion d’honneur le 4 janvier 1925, il a été élevé au rang d’officier le 12 décembre 1932.
Un jour de décembre, à l’âge de 88 ans, il se casse le col du fémur en descendant de son lit. Il est hospitalisé à l’hôpital Saint-Joseph, rue Pierre-Larousse, à Paris, où il meurt quelques jours plus tard, le 3 décembre 1937. Ponchon a été plus que réticent à la publication en recueils de ses gazettes rimées hebdomadaires.
Il se considérait comme un petit rimailleur du quotidien, indigne d’une publication officielle. Malgré cela, et malgré lui, parurent de lui un recueil de ses poèmes, La Muse au cabaret, en 1920, seul livre publié de son vivant (il avait 72 ans).

## Décorations
- Chevalier de la Légion d'honneur (14 janvier 1925)[6].
- Officier de la Légion d'honneur (12 décembre 1932)[6].

## Œuvres
- La Muse au cabaret[9], Fasquelle, 1920 Réédition chez Cyral en 1925 (600 ex.), illustration Daniel-Girard, et éditions Rieder en 1938 (2 000 ex.), sous la direction de Marcel Lubineau, illustration Lucien Boucher puis 1946 (lithographies Jean-Denis Malclès, aux éditions La Bonne Compagnie, 1 000 ex.), puis 1998, éditions Grasset, collection Les Cahiers rouges.
- La Muse vagabonde, 1938 Réédité en 1947 par Le Rameau d'Or sous le titre Gazette rimées.
- La Muse frondeuse, Fasquelle, 1971, textes réunis par Daniel Mouret, préfacé par Roland Dorgelès
- La Muse gaillarde, Fasquelle, 1939, en version « ordinaire » Une édition de luxe est parallèlement réalisée la même année par Marcel Lubineau aux éditions Rieder, avec des illustrations de Dignimont, puis en 1949, éd. Terres Latines, illustrée par Jacques Touchet.
- « Animaux antédiluviens », in Fouilles archéobibliographiques (Fragments), Bibliogs, 2015

## Citations

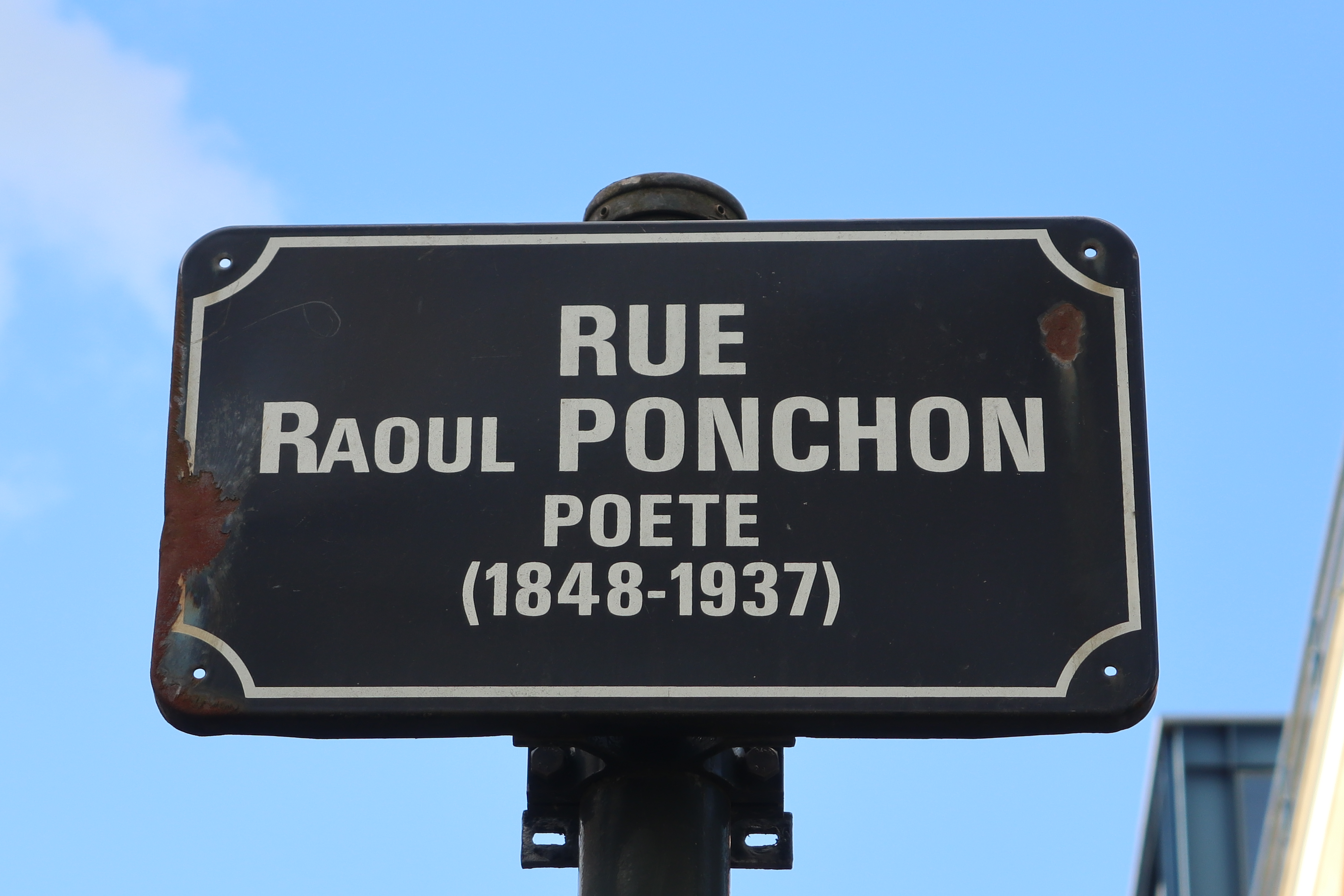
rue Raoul Ponchon, à Rennes

Il est l'auteur de :

« Quand mon verre est vide
Je le plains
Quand mon verre est plein
Je le vide. »

de :

« Le veau réchauffé est meilleur froid. »

de :

« Je hais les tours de Saint-Sulpice
Quand par hasard je les rencontre
Je pisse
Contre »

de :

« Si les muets pouvaient parler, ils gueuleraient comme des sourds. »

## Adaptation
- Rémo Gary interprète « Vive l'eau » (La Muse au cabaret) sur une musique composée et arrangée par Clélia Bressat-Blum (Même pas foutus d'être heureux, 2008).